# Phyllobrotica viridipennis
Phyllobrotica viridipennis es una especie de insecto coleóptero de la familia Chrysomelidae. Fue descrita en 1859 por Leconte. Se encuentra en Norteamérica.